# Vorarlberger Nachrichten
Die Vorarlberger Nachrichten (VN) sind die reichweitenstärkste Tageszeitung im österreichischen Bundesland Vorarlberg. Sie erscheinen seit 16. November 1945 unter diesem Namen. Als ihre Vorgängerin gilt die Vorarlberger Landeszeitung, die erst als Wochenblatt ab dem 11. August 1863, dann ab 1887 täglich zu den Lesern kam.
In Vorarlberg hat die VN bei den Tageszeitungen einen Marktanteil von circa 56 Prozent. Österreichweit lag die Reichweite der VN im Jahr 2012 bei 2,4 Prozent.

## Geschichte
Eugen Russ (1877–1962) erwarb 1919 eine Buchdruckerei in der Bregenzer Römerstraße, die die „Vorarlberger Landeszeitung“ herausgab, und war dort als Redakteur, Herausgeber und Verleger tätig. 1929 übersiedelte die Druckerei in die Kirchstraße. 1938 wurde die „Landeszeitung“ von den Nationalsozialisten verboten.
Die erste unabhängige Ausgabe als „Vorarlberger Nachrichten“ erschien am 1. September 1945. Von 1946 bis 1952 war Ernst Bär, der spätere Leiter der Bregenzer Festspiele, Redakteur der Zeitung, welcher bereits von 1937 bis 1939 dort als Journalist tätig war.
1984 kaufte der Verlag die Wochenzeitung Wann&Wo. Seit 1990 verlegt das Vorarlberger Medienhaus (ab Oktober 2012 als Russmedia) auch die 1972 gegründete NEUE. Am 1. Juni 1995 kam zum Verlag das elektronische Angebot Antenne Vorarlberg hinzu, das erste Privatradio im Bundesland.
Außerdem war die VN 1993 die erste Tageszeitung weltweit, die durchgehend im Vierfarbdruck produziert wurde.
Am 5. Juni 2006 wurden die Vorarlberger Nachrichten auf dem 59. Weltkongress der Zeitungen (World Newspaper Congress) in Moskau als „Newspaper of the Year“ ausgezeichnet.
Seit 1970 wird von den VN jährlich im Gedenken an den ehemaligen Herausgeber und Chefredakteur Toni Russ (1914–1969) der Toni-Russ-Preis verliehen.

### Chefredakteure
- Bis 1938: Eugen Russ (Vorarlberger Landeszeitung)
- 1945–1969: Toni Russ
- 1969: Rosa Russ
- 1969–1986: Franz Ortner
- Seit 1983: Eugen A. Russ
- 1987–1989: Thomas Ortner
- 2002–2012: Christian Ortner[9]
- 2012–2015: Verena Daum-Kuzmanovic[10]
- 2015 – März 2024: Gerold Riedmann[11]
- ab Februar 2024: Isabel Russ[11][12]